# Netstat

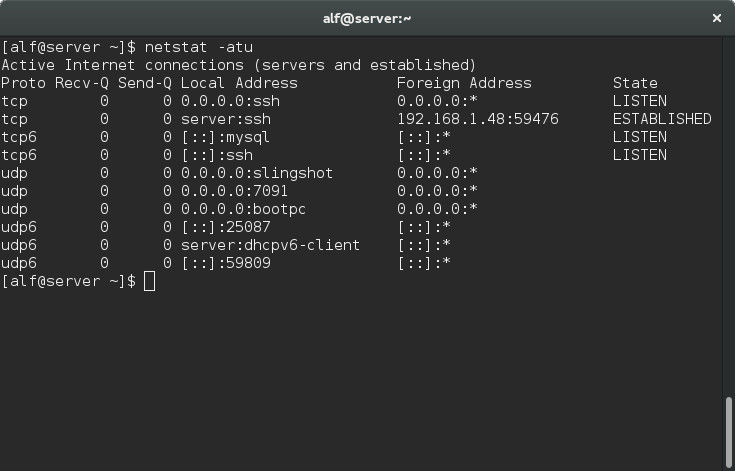
Imatge de pantalla de la sortida de l'ordre netstat en Linux

Netstat (network statistics) és una eina de línia d'ordres que mostra un llistat de les connexions actives d'un ordinador, tant entrants com sortints. Existeixen versions d'aquesta ordre en diferents sistemes com ara Unix/Linux, Mac OS X, Windows i BeOS.
La informació resultant de l'execució de l'ordre inclou el protocol en ús, les adreces IP (locals i remotes), els ports (locals i remots) emprats i l'estat de la connexió. Existeixen, a banda de la versió de línia d'ordres, eines amb les funcions del netstat amb una interfície gràfica (GUI) a quasi tots els sistemes operatius desenvolupats per tercers.

## Ús

### Manuals i ajudes
La sintaxi i els paràmetres de l'eina poden variar entre els diferents sistemes operatius que l'implementen. En sistemes basats en Unix (això inclou Linux i Mac OS X, entre d'altres), es pot emprar l'ordre man netstat (manual netstat) per tal de visualitzar l'ajuda del comandament netstat.
En els sistemes MS-DOS i Windows, la forma de veure la llista de paràmetres per netstat és amb el paràmetre -h o --help (en els sistemes que compleixen amb la norma POSIX) es pot emprar /?).

### Netstat a Windows i MS-DOS
NETSTAT [-a] [-e] [-n] [-s] [-p protocol] [-r] [interval]
- -a Visualitza totes les connexions i ports TCP y UDP, fins i tot els que estan a l'espera, "escoltant" (listening).
- -b En els sistemes operatius més recents, visualitza el binari (executable) del programa que ha creat la connexió.
- -e Estadístiques Ethernet de les visualitzacions, com ara el nombre de paquets enviats i rebuts. Es pot combinar amb l'opció -s.
- -n Es mostren els ports amb la seva identificació numèrica, no pas en text.
- -o En els sistemes Windows XP i W 2003 Server, es mostra els identificadors de procés (PID) per cadascuna de les connexions. Es poden verificar els identificadors de procés en l'Administrador de Tasques de Windows (en afegir-lo a les columnes de les pestanyes de processos)
- -p  Mostra les connexions pel protocol especificat (TCP o UDP).
- -r Visualitza la taula d'encaminament. És equivalent al comandament route print.
- -s Estadística pel protocol de les visualitzacions. El valor per defecte es mostren per TCP, UDP e IP; l'opció -p es pot emprar per especificar un subconjunt del valor per defecte.
- -v En sistemes Windows XP i 2003 Server, i emprant-lo conjuntament amb -b, mostra la seqüència de components emprats en la creació de la connexió per cadascun dels executables.

Interval: Torna a mostra la informació cada interval (expressat en segons). Si es pressiona CTRL+C es deté la visualització. Si s'omet aquest paràmetre numèric, Netstat només mostra la informació un sol cop.

### Netstat en sistemes basats en Unix
netstat [-veenNcCF] [<Af>] -r
netstat {-V|--version|-h|--help}
netstat [-vnNcaeol] [<Socket> ...]
netstat { [-veenNac] -i | [-cnNe] -M | -s }
- -r, --route Mostra la taula d'encaminament
- -i, --interfaces Mostra la taula d'interfícies
- -g, --groups Mostra els membres del grup multidifució
- -s, --statistics Mostra estadístiques de xarxa, com ara l'SNMP
- -M, --masquerade Mostra connexions "emmascarades"
- -v, --verbose Mostra més informació a la sortida
- -n, --numeric No resol cap nom
- --numeric-hosts No resol el nom dels hosts
- --numeric-ports No resol el nom dels ports
- --numeric-users No resol el nom dels usuaris
- -N, --symbolic Mostra els noms del maquinari en xarxa
- -e, --extend Mostra més informació
- -p, --programs Mostra el PID o el nom del programa per cadascun dels sockets
- -c, --continuous Mostra contínuament les estadístiques de la xarxa (fins a interrompre el programa)
- -l, --listening Mostra els server sockets que estan a l'espera, "escoltant"
- -a, --all, --listening Mostra tots els "sockets" (por defecte només els que estan en format "connectat")
- -o, --timers Mostra els timers
- -F, --fib Mostra el Forwarding Information Base (per defecte)
- -C, --cache Mostra la memòria cau d'encaminament en comptes del FIB

<Socket>={-t|--tcp} {-u|--udp} {-w|--raw} {-x|--unix} --ax25 --ipx --netrom
<AF>=Uso '-6|-4' or '-A <af>' o '--<af>'; defecte: inet
Llista de les possibles famílies d'adreces (que suporten l'encaminament):
inet (DARPA Internet) inet6 (IPv6) ax25 (AMPR AX.25) netrom (AMPR NET/ROM) ipx (Novell IPX) ddp (Appletalk DDP) x25 (CCITT X.25)

## Exemple
Un exemple és el següent:
```
C:\netstat

 Protocol Adreça local Adreça remota Estat
 TCP KOMPUTER:1130 m1.gadugadu.pl:https ESTABLISHED
 TCP KOMPUTER:1220 server11.oingo.com:4242 CLOSED
 TCP KOMPUTER:1839 nf-in-f147.google.com:http TIME WAIT
 TCP KOMPUTER:1850 grjcn1j.dhcp-ripwave.irishbroadband.ie:4662 CLOSING
 TCP KOMPUTER:1890 lan31-1-82-66-82-210.fbx.proxad.net:4662 UNKNOWN
 TCP KOMPUTER:1892 82.194.36.124:4662 ESTABLISHED
 TCP KOMPUTER:1035 localhost:31416 ESTABLISHED

```

## Estat de les connexions
L'indicador de la columna "estat" mostra l'estat de les connexions pel protocol TCP; els estats que hi poden figurar (en el cas de protocols no orientats a la connexió, com ara l'UDP, hi figuraran en blanc) són els següents:
- ESTABLISHED El sòcol (socket) té una connexió establerta
- SYN_SENT El sòcol (socket) està intentant iniciar una connexió
- SYN_RECV Una petició de connexió rebuda a la xarxa
- FIN_WAIT1 El sòcol (socket) està tancat i la connexió s'està finalitzant
- FIN_WAIT2 La connexió està tancada, i el sòcol està esperant que es finalitzi la connexió remota
- TIME_WAIT El sòcol (socket) està esperant, després de tancat, que concloguin els paquets que segueixen a la xarxa
- CLOSED El sòcol no s'empra, està tancat
- CLOSE_WAIT La connexió remota ha finalitzat, i s'espera que es tanqui el sòcol
- LAST_ACK La connexió remota ha finalitzat, i s'espera que es tanqui el sòcol. Esperant l'acknowledgement.
- LISTEN El sòcol està esperant possibles connexions entrants
- CLOSING Ambdós sòcols han finalitzat però encara no s'han enviat totes les dades
- UNKNOWN L'estat del sòcol és desconegut